# Schradera marahuacensis
Schradera marahuacensis är en måreväxtart som beskrevs av Julian Alfred Steyermark. Schradera marahuacensis ingår i släktet Schradera och familjen måreväxter. Inga underarter finns listade i Catalogue of Life.